# بات موناهان
واسمه الكامل باتريك توماس موناهان (بالإنجليزية: Patrick Timon Monahan) وهو مغني بوب وكاتب أغاني وممثل أمريكي وقائد فرقة تراين ولد في يوم 28 فبراير 1969 في مدينة إيري، بنسيلفانيا وهو من أصول إيرلندية.

## روابط خارجية
- بات موناهان على موقع IMDb (الإنجليزية)
- بات موناهان على موقع ألو سيني (الفرنسية)
- بات موناهان على موقع ميوزك برينز (الإنجليزية)
- بات موناهان على موقع أول موفي (الإنجليزية)
- بات موناهان على موقع قاعدة بيانات برودواي على الإنترنت (الإنجليزية)
- بات موناهان على موقع إن إن دي بي (الإنجليزية)
- بات موناهان على موقع ديسكوغز (الإنجليزية)
- بات موناهان على موقع قاعدة بيانات الفيلم (الإنجليزية)
- بات موناهان على موقع كينوبويسك (الروسية)